# 非揮發性隨機存取記憶體

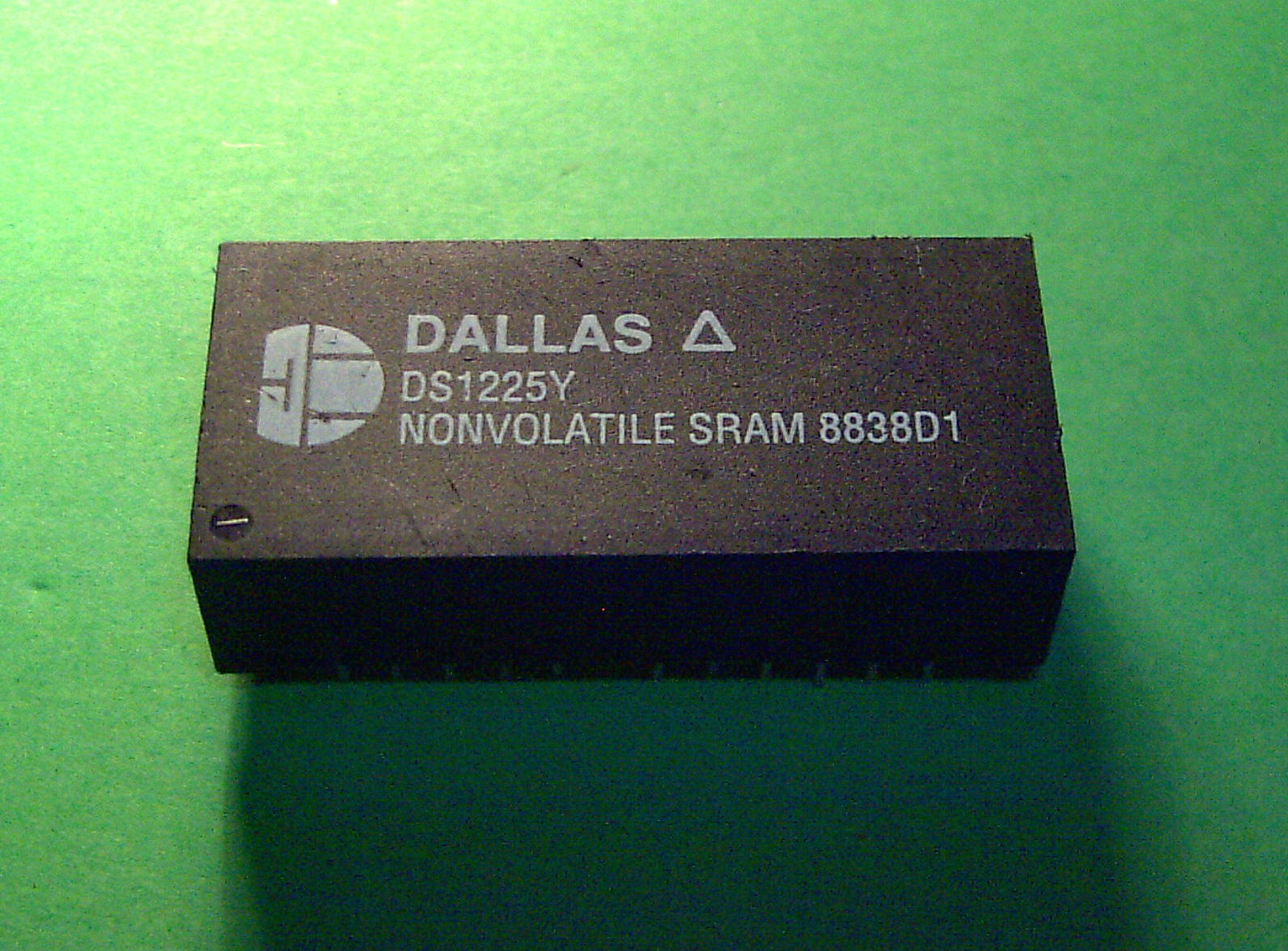
非易失性RAM有多種形式，包括這種帶有插座引腳或用於焊接的高IC。

非易失性隨機存取記憶體（英語：Non-volatile random-access memory，簡稱NVRAM）是無需持續供電即可保留數據的隨機存取記憶體。這與動態隨機存取記憶體（DRAM）和靜態隨機存取記憶體（SRAM）形成對比，後兩者只有在供電期間才能保持數據，也與無法隨機訪問但可以在沒有電力的情況下無限期保留數據的順序訪問記憶體形式（如磁帶）不同。
唯讀記憶體設備可用於在嵌入式系統中存儲系統固件，如汽車點火系統控制或家用電器。它們還用於存儲啟動計算機系統所需的初始處理器指令。諸如NVRAM之類的可讀寫記憶體可用於存儲校準常數、密碼或設置信息，並可能集成到微控制器中。
如果計算機系統的主記憶體是非易失性的，它將大大減少電源中斷後啟動系統所需的時間。目前現有的半導體非易失性記憶體類型在記憶體大小、功耗或運行壽命方面存在限制，使其不適合作為主記憶體。目前正在開發將非易失性記憶體芯片用作系統主記憶體的技術，作為持久性記憶體。一種稱為NVDIMM-P的持久性記憶體標準已於2021年發布。

## 早期NVRAM
一些早期計算機使用磁鼓記憶體，它作為構造的副產品而具有非易失性。在1950年代後期，業界轉向磁芯記憶體，它通過小磁體的極性存儲數據。由於磁體即使在斷電後也能保持其狀態，因此磁芯記憶體也是非易失性的。其他記憶體類型需要持續供電才能保留數據，如真空管或固態觸發器、威廉姆斯管和半導體記憶體（靜態或動態RAM）。
1970年代半導體製造的進步導致了一代新的固態記憶體的出現，磁芯記憶體在成本或密度上無法與之匹配。如今，動態RAM構成了典型計算機主記憶體的絕大部分。許多系統需要至少一些非易失性記憶體。台式計算機需要永久存儲加載操作系統所需的指令。嵌入式系統，如汽車發動機控制計算機，必須在斷電後保留其指令。許多系統使用RAM和某種形式的ROM的組合來實現這些功能。
客製化的ROM積體電路曾是一種解決方案。其記憶體內容是在製造積體電路時使用的最後一層掩膜所儲存的圖案，因此一旦製造完成就無法再修改。
PROM改進了這一設計，允許終端用戶對芯片進行電氣寫入。PROM由一系列二極管組成，這些二極管最初都設置為單一值，例如1。通過施加比正常更高的電力，可以"燒毀"選定的二極管（如同保險絲），從而將該位永久設置為0。PROM便於原型製作和小批量生產。許多半導體製造商為其掩模ROM部件提供了PROM版本，使開發固件可以在訂購掩模ROM之前進行測試。
目前，最著名的NV-RAM和EEPROM記憶體形式是閃存。閃存的一些缺點包括需要以比許多計算機能夠自動尋址更大的塊寫入，以及由於寫入-擦除循環次數有限（截至2010年1月，大多數消費級閃存產品只能承受約100,000次重寫，然後記憶體開始退化）而導致的壽命相對有限。另一個缺點是性能限制，使閃存無法匹配傳統RAM形式的響應時間，在某些情況下，也無法匹配隨機尋址能力。一些較新的技術正嘗試在某些角色中替代閃存，有些甚至聲稱是真正的通用記憶體，提供最佳SRAM設備的性能和閃存的非易失性。截至2018年6月，這些替代方案尚未成為主流。
那些需要真正RAM般性能和非易失性的人通常不得不使用傳統RAM設備和電池備份。例如，從IBM PC AT開始的IBM PC及其繼承者使用非易失性BIOS存儲器，通常稱為CMOS RAM，這在其他早期微型計算機系統中也是常見的解決方案，如原始的Apple Macintosh，它使用少量由電池供電的記憶體來存儲基本設置信息，如選定的啟動卷。（原始IBM PC和PC XT則使用DIP開關來表示多達24位的系統配置數據；DIP或類似開關是另一種原始的可編程ROM設備，在1970年代和1980年代被廣泛用於非常小量的數據—通常不超過8字節。）在業界標準化為IBM PC架構之前，一些其他微型計算機型號更廣泛地使用電池備份RAM：例如，在TRS-80 Model 100/Tandy 102中，所有主記憶體（最小8 KB，最大32 KB）都是電池備份SRAM。此外，在1990年代，許多視頻遊戲軟件卡帶（例如用於Sega Genesis等遊戲機的卡帶）包含電池備份RAM，以保留已保存的遊戲、高分和類似數據。此外，一些街機視頻遊戲櫃含有CPU模塊，其中包含電池備份RAM，其中包含用於即時遊戲軟件解密的密鑰。如今，仍然使用更大的電池備份記憶體作為高速數據庫的緩存，這些數據庫需要一種較新的NVRAM設備尚未能夠滿足的性能水平。

## 浮柵MOSFET
NVRAM技術的一個巨大進步是浮柵MOSFET晶體管的引入，這導致了"可擦除可編程唯讀記憶體"，即EPROM的引入。EPROM由一網格晶體管組成，其"柵極"端子（開關）受高質量絕緣體保護。通過施加高於正常的電壓將電子推到基極上，電子被困在絕緣體的另一側，從而永久開啟晶體管（1）。EPROM可以通過施加紫外線（UV）重置為"基本狀態"（視設計而定，全是1或全是0）。UV光子具有足夠的能量將電子推過絕緣體並使基極回到地狀態。此時，EPROM可以從頭開始重新寫入。
EPROM的改進版，EEPROM，很快就問世了。額外的E代表"電氣"，指的是使用電力而不是UV重置EEPROM的能力，使設備在實踐中更容易使用。通过晶体管的其他端子（源极和漏极）施加更高的功率，可以重置位。這種高功率脈衝實際上會將電子吸過絕緣體，使其回到地狀態。然而，這一過程的缺點是會機械地降低芯片性能，因此基於浮柵晶體管的記憶體系統一般寫入壽命較短，任何特定位的寫入次數約為105次。
克服重寫次數限制的一種方法是使用標準SRAM，其中每個位都由一個EEPROM位備份。在正常操作中，芯片作為快速SRAM運行，在電源故障的情況下，內容會快速轉移到EEPROM部分，然後在下次上電時從那裡載入回來。這類芯片被其製造商稱為"NOVRAM"。
閃存的基礎與EEPROM相同，主要在內部佈局上有所不同。閃存只允許以塊為單位寫入內存，這大大簡化了內部接線並允許更高的密度。記憶體存儲密度是大多數計算機記憶體系統成本的主要決定因素，由於這一點，閃存已發展成為成本最低的固態記憶體設備之一。從2000年左右開始，對越來越多閃存的需求促使製造商只使用最新的製造系統，以盡可能地提高密度。雖然製造限制開始發揮作用，但新的多层单元似乎能夠即使在現有線寬下也能將密度加倍或翻兩番。

## 商業化替代品
閃存和EEPROM有限的寫入循環對任何真正類似RAM的角色來說都是一個嚴重問題。此外，寫入單元所需的高功率在低功耗角色中是一個問題，而NVRAM經常用於這些角色。功率也需要時間在稱為電荷泵的設備中"累積"，這使得寫入比讀取慢得多，通常慢1000倍。已提出了許多新型記憶體設備來解決這些缺點。

### FeRAM
迄今為止，唯一進入廣泛生產的此類系統是鐵電隨機存取記憶體（F-RAM），它是一種隨機存取記憶體，其結構類似於DRAM，但（不像DRAM中的介電質）含有一層薄的鋯鈦酸鉛鹽[Pb(Zr,Ti)O
3]鐵電膜，通常簡稱為PZT。PZT中的Zr/Ti原子在電場中改變極性，從而產生一個二進制開關。與RAM設備不同，F-RAM在電源關閉或中斷時保留其數據記憶，這是由於PZT晶體保持極性所致。由於這種晶體結構及其受影響方式，F-RAM與其他非易失性記憶體選項相比具有獨特的特性，包括極高的耐久性（3.3 V設備超過1016訪問循環）、超低功耗（因為F-RAM不像其他非易失性記憶體那樣需要電荷泵）、單週期寫入速度和伽馬輻射耐受性。 Ramtron International已開發、生產和授權F-RAM，其他已授權和生產F-RAM技術的公司包括德州儀器、羅姆和富士通。

### MRAM
另一種得到重大開發努力的方法是磁阻式隨機存取記憶體（MRAM），它使用磁性元件，總體上其操作方式與磁芯類似，至少對於第一代技術而言是如此。迄今為止，只有一款MRAM芯片投入生產：飛思卡爾半導體的4 Mbit部件，它是一種使用交叉點場誘導寫入的第一代MRAM。 目前正在開發兩種第二代技術：熱輔助切換（TAS），由Crocus Technology開發，以及自旋轉移矩（STT），Crocus、海力士、IBM和其他幾家公司正在研究。 STT-MRAM似乎允許比第一代更高的密度，但由於與FeRAM相同的原因而落後於閃存——閃存市場的巨大競爭壓力。

### PRAM
另一种不仅仅处于实验阶段的固态技术是相變化記憶體（PRAM），它基於與可寫入的CD和DVD相同的存儲機制，但根據電阻的變化而不是光學特性的變化來讀取它們。一段時間被視為黑馬後，2006年三星宣布推出512 Mbit部件，其容量明顯高於MRAM或FeRAM。這些部件的面積密度似乎甚至高於現代閃存設備，總體存儲較低是由於缺乏多位編碼。這一宣布之後是英特爾和意法半導體的宣布，他們在2006年10月的英特爾開發者論壇上展示了自己的PRAM設備。
英特爾和美光科技曾有一個合資企業，以3D XPoint、Optane和QuantX的名稱銷售PRAM設備，該合資企業於2022年7月終止。
意法半導體製造用於汽車應用的相變記憶體設備。

## 研究中的替代品

### Millipede
也許最具創新性的解決方案之一是Millipede，由IBM開發。Millipede本質上是使用納米技術渲染的穿孔卡片，以便大幅提高面積密度。雖然計劃在2003年就推出Millipede，但開發中的意外問題將其推遲到2005年，此時它與閃存相比已不再具有競爭力。理論上，該技術提供大約1 Tbit/in2（≈155 Gbit/cm2）的存儲密度，大於目前使用的最佳硬盤驅動器技術（截至2011年12月，垂直磁记录提供636 Gbit/in2（≈98.6 Gbit/cm2）），但未來的熱輔助磁記錄和Patterned media結合可以支持10 Tbit/in2（≈1.55 Tbit/cm2）的密度。然而，對於這麼大的記憶體，緩慢的讀寫時間似乎限制了這項技術替代硬盤驅動器，而不是高速類RAM用途，儘管在很大程度上，閃存也是如此。

### FeFET記憶體
鐵電體（基於氧化鉿）的另一種應用是基於Fe FET的記憶體，它在場效應晶體管的柵極和器件之間使用鐵電體。此類設備聲稱具有使用與HKMG（高-κ金屬柵極）基於光刻技術相同的技術的優勢，並且在給定製程節點上縮小到與傳統FET相同的尺寸。截至2017年，在22納米工藝上已經展示了32Mbit設備。

## 外部鏈接
- Supporting filesystems in persistent memory, LWN.net, September 2, 2014, by Jonathan Corbet